# Zázvor

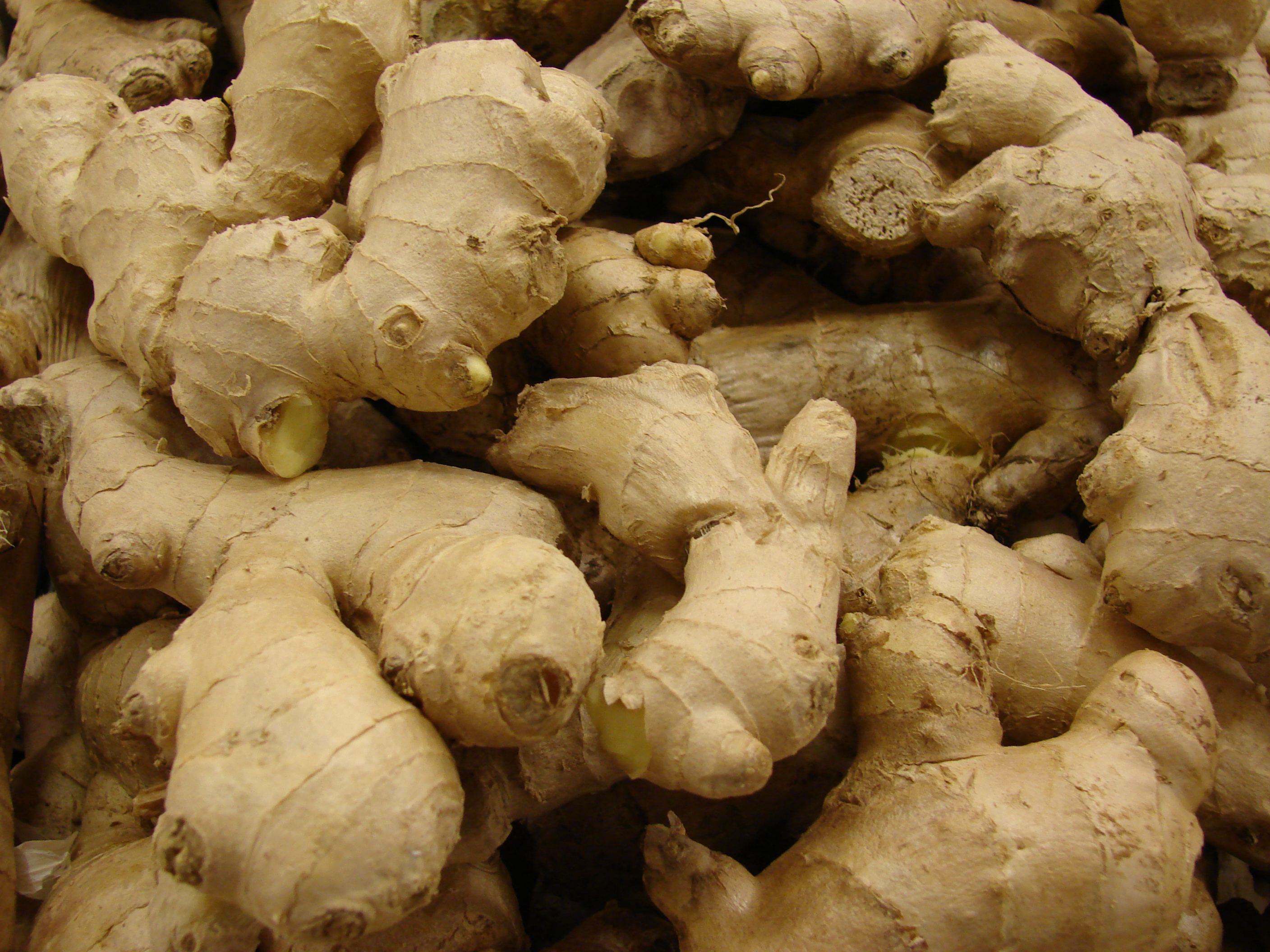
Oddenky zázvoru (lékařský-pravý)

Zázvor je koření získávané z oddenků stejnojmenné rostliny, zázvoru lékařského (pravý, Zingiber officinale). Může mít žlutou, okrovou až červenou barvu; má výraznou pryskyřičnou vůni; jeho chuť je velmi výrazná, aromatická, slabě ovocná až citrusová a sladce pikantní (ve větším množství je až velmi ostrá).
Je nezbytnou součástí indické a čínské kuchyně. Používá se do sladkých i slaných pokrmů: zázvorového pečiva, guláše, pečených mas, ale i piva nebo limonád. Čerstvý, sušený, vařený i nakládaný působí příznivě na lidské zdraví.
V obchodech je známý v různě připravených formách jako zázvor černý (oddenky neoloupané) a zázvor bílý (oddenky oloupané); v Japonsku se pak používá růžový zázvor (nakládané plátky oddenku).

## Původ

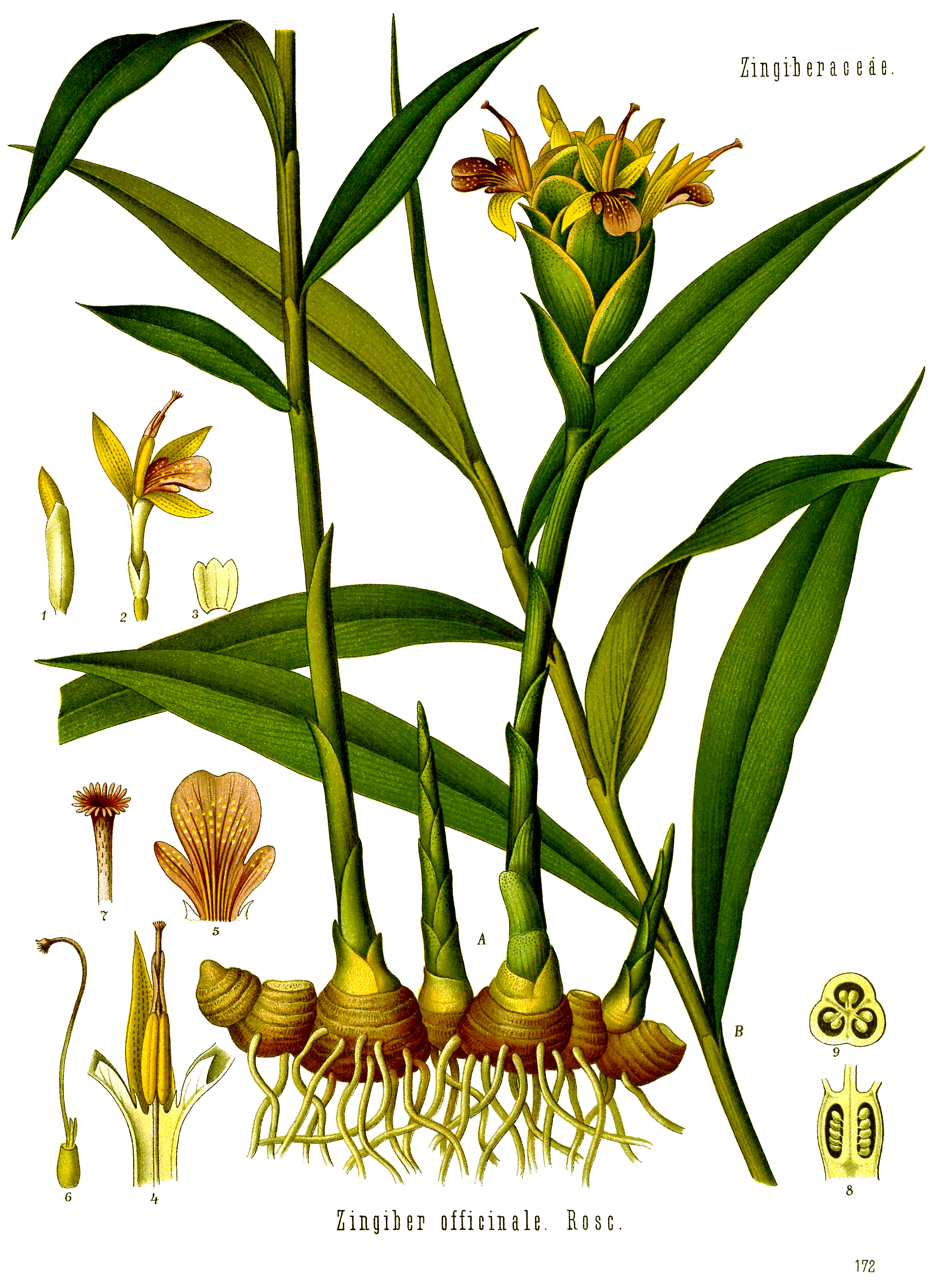
Zázvor lékařský (Zingiber officinale) je vytrvalá rostlina s květy růžovobílé nebo nažloutlé barvy

Není známo, odkud zázvor přesně pochází. Občas se uvádí, že byl nejdříve pěstován na jihu Číny, odkud pronikl do Indie.[zdroj?] S jistotou můžeme říci, že v Indii a Číně se používá již více než tři tisíciletí. Z těchto oblastí se pravděpodobně zásluhou fénických mořeplavců rozšířil do zemí Blízkého východu a do okolí Středozemního moře.
Byl znám i ve starověkém Řecku, Římě i Egyptě, kde byl používán jako dnes – do omáček, ke kuřecímu masu nebo jako přísada k luštěninám.
Na africký kontinent přinesli tuto rostlinu Portugalci, do Jižní Ameriky jej v 16. století zavezli Španělé.
Oddenky zázvoru se v teple nekazí, a proto se stal jedním z prvních druhů koření přepravovaných arabskými obchodníky do Evropy i Afriky. Ve středověku zázvor v evropské kuchyni zdomácněl natolik, že nechyběl na žádném stole obdobně jako dnes pepř se solí.

## Rostlina
Zázvor lékařský (pravý, obecný; Zingiber oficinale) je vytrvalá rostlina. Má květy růžovobílé nebo nažloutlé barvy. Koření se získává z oddenku (někdy chybně uváděno z kořene).

## Léčitelství
Zázvor má antibakteriální a protizánětlivé účinky.[zdroj⁠?!] Pomáhá při žaludečních, cestovních a těhotenských nevolnostech.[zdroj⁠?!] Léčí rýmu a chřipku.[zdroj⁠?!] Snižuje cholesterol, stimuluje krevní oběh a podporuje redukci váhy.[zdroj⁠?!] Používá se též jako afrodisiakum, a to především mladý oddenek, často v kombinaci s medem. Má ale mnoho vedlejších účinků. Některým lidem způsobuje zažívací obtíže, pálení žáhy nebo bušení srdce. Není proto vhodný pro děti. Pro těhotné se doporučuje jen v omezené míře. Vyhnout by se mu měli i diabetici nebo lidé užívající léky proti překyselení žaludku, na srdce a snížení krvácení.

## Chuť
Nejvýraznější chuťovou složkou je olej obsahující aromatické látky, například zingiberen a malé množství bisabolenu, které dodávají zázvoru typickou vůni.
Ostrou a výraznou chuť má na svědomí gingerol, látka chemickým složením podobná kapsaicinu (v pálivých paprikách a chilli).
Při vaření se gingerol přeměňuje na zingeron, který je aromatickou látkou využívanou v potravinářském průmyslu a při výrobě parfémů.

## Pokrmy

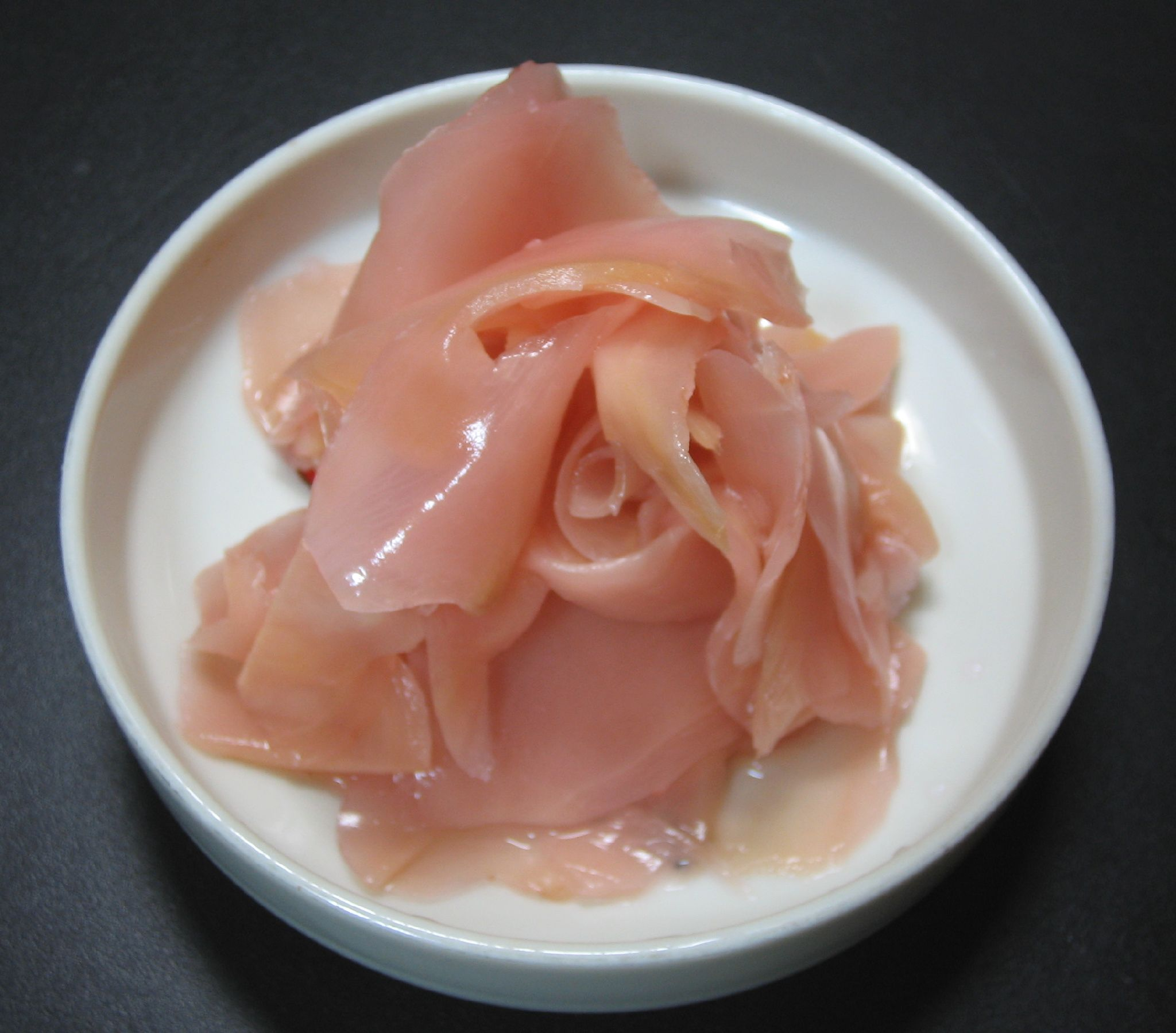
V Japonsku se používá nakládaný růžový zázvor gari do pokrmů suši

- Kandovaný zázvor – čerstvý zázvor se oloupe, nakrájí na plátky a ponoří do hrnce s vodou. Po třiceti minutách vaření na mírném plameni jsou plátky změklé. Voda se slije a plátky vloží do hrnce se stejným váhovým množstvím cukru a trochou vody. Vaří se za stálého míchání dokud plátky nejsou průsvitné a voda se zcela nevypaří. Nakonec plátky obalíme v cukru.
- Perník
- Zázvorky – staročeské vánoční cukroví[4]
- Zázvorová limonáda (nesprávně zázvorové pivo) – slabší nealkoholický nápoj, oblíbený zejména ve Velké Británii.
- Zázvorový čaj – je asijskou specialitou.
- Zázvorová zmrzlina
- Zázvorová káva – káva nebo čaj mohou být ochuceny zázvorem.
- Zázvorové víno – je britský tradiční druh vína ochucený zázvorem prodávaný v zelené lahvi.
- Gari – v Japonsku používaná forma nakládaného růžového zázvoru do pokrmů suši.
- Zázvorový pudink[5]

### Koření v západní kuchyni
Používá se k osvěžení chuti jídel z mořských živočichů a odlehčení těžkých pokrmů z vepřového nebo kachního masa. Výborný je zvláště k dochucení sladkých jídel, nejčastěji perníku a vánočních zázvorových sladkostí.

### Potrava rajská
Podle koránu budou zázvor požívat muslimští věřící v ráji.
Napájeni budou z číší, v nichž zázvor je přimíchán,
z pramene rajského, jenž Salsabíl je nazýván.
Korán, súra 76 („Člověk"), verš 17–18

## Pěstování

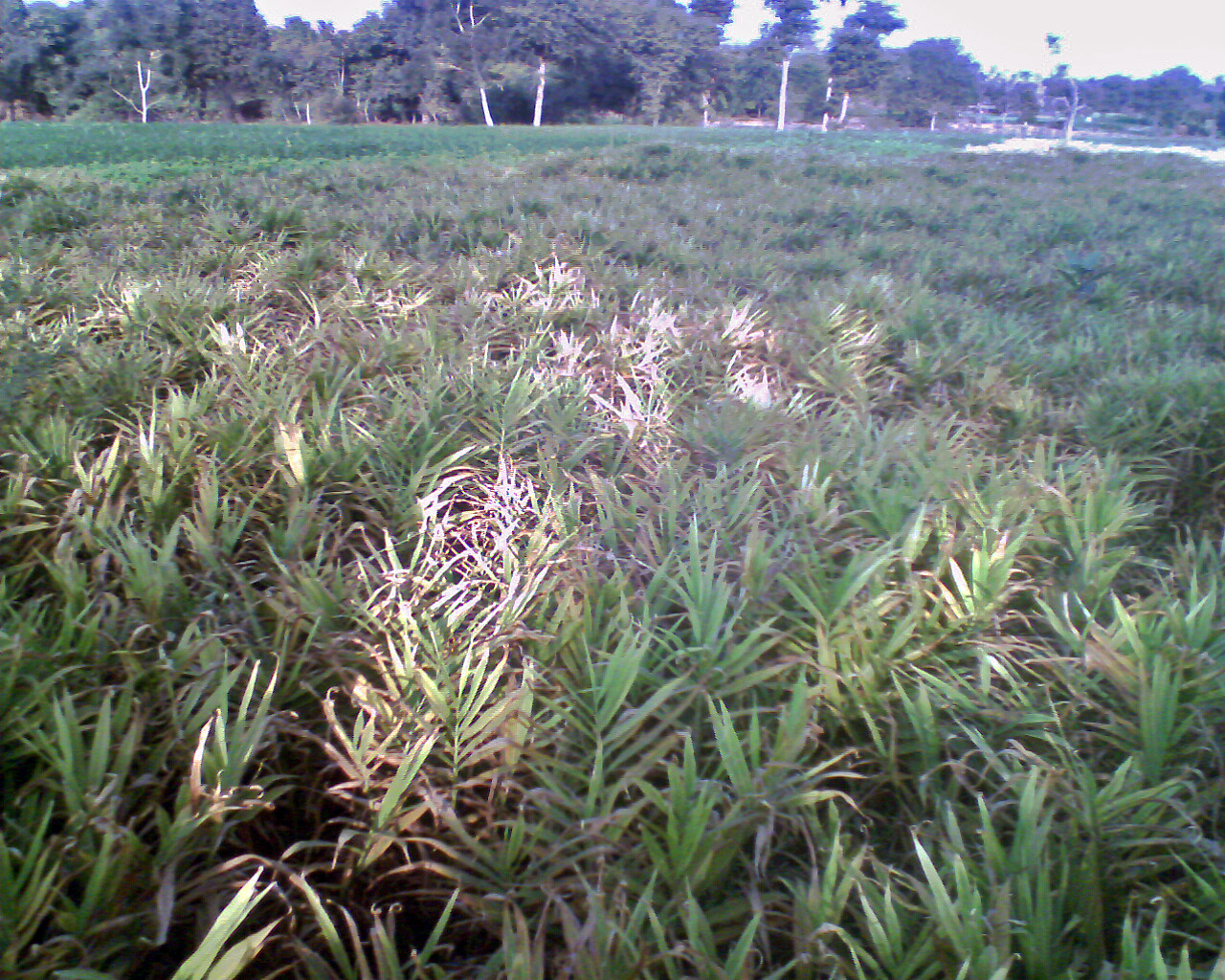
Pole se zázvorem (Indie)

Oblasti pěstování zázvoru leží v tropech a subtropech. V roce 2017 měla největší pěstební plochu na světě Indie (168 000 hektarů). Indie také byla největším výrobcem, většina produkce byla ale určena pro vlastní spotřebu. V roce 2017 bylo podle Organizace pro výživu a zemědělství (FAO) celosvětově vyprodukováno přibližně 3,04 milionu tun zázvoru. Tabulka uvádí přehled šesti největších producentů zázvoru na světě, kteří vyprodukovali celkem 86,9 % světové produkce.
| Pořadí | Stát        | Množství (v tunách) |
| ------ | ----------- | ------------------- |
| 1      | Indie       | 1 070 000           |
| 2      | Čína        | 557 303             |
| 3      | Nigérie     | 349 895             |
| 4      | Nepál       | 279 504             |
| 5      | Indonésie   | 216 587             |
| 6      | Thajsko     | 216 587             |
|        | Svět celkem | 3 038 122           |

## Zajímavosti
Slovenský název této rostliny ďumbier dal název nejvyššímu vrchu Nízkých Tater.

## Galerie obrázků

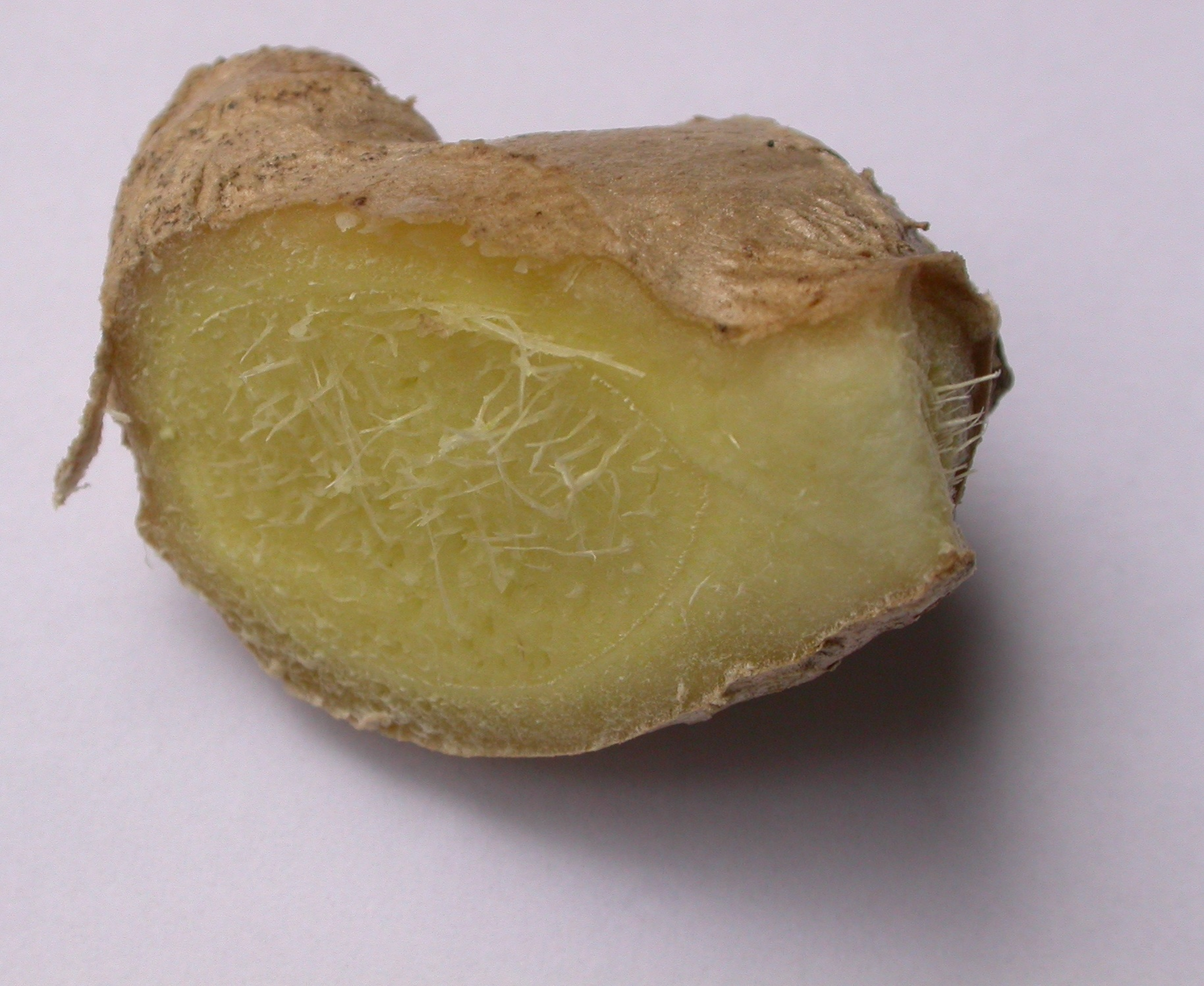
Řez mladým oddenkem
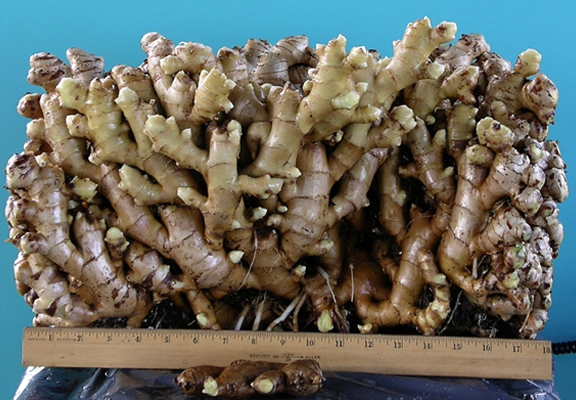
Oddenek zázvoru vážící 11,5 kg
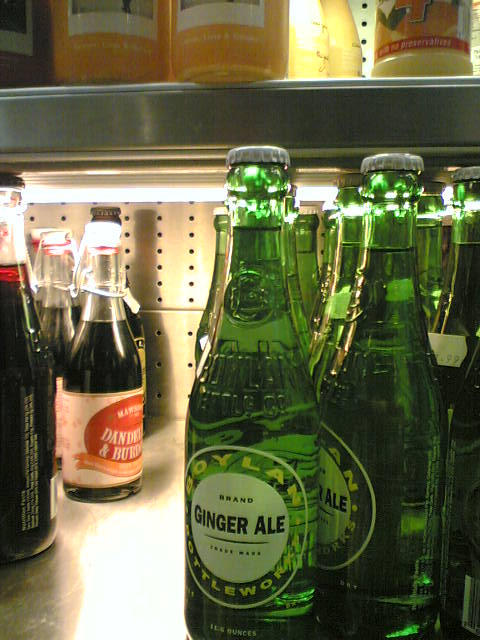
Zázvorová limonáda
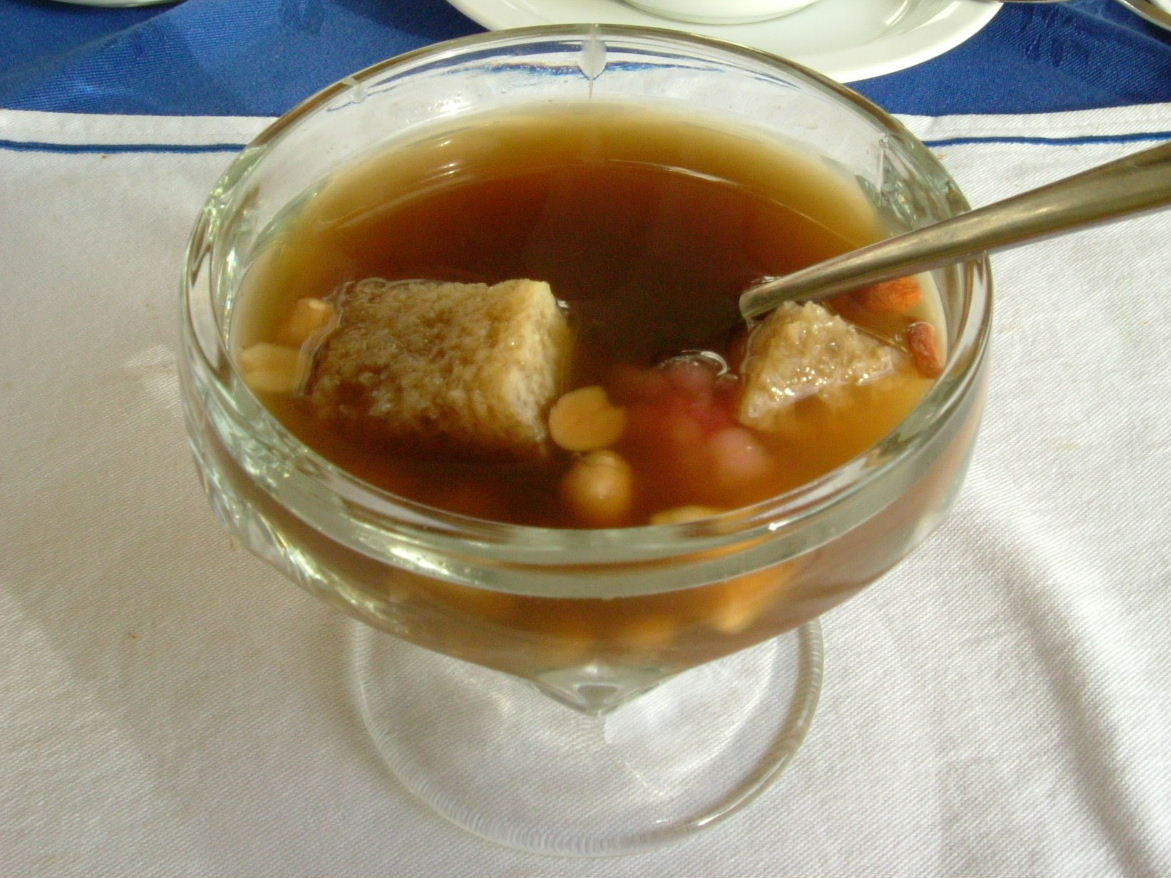
Sekoteng – sladký nápoj z Indonésie.
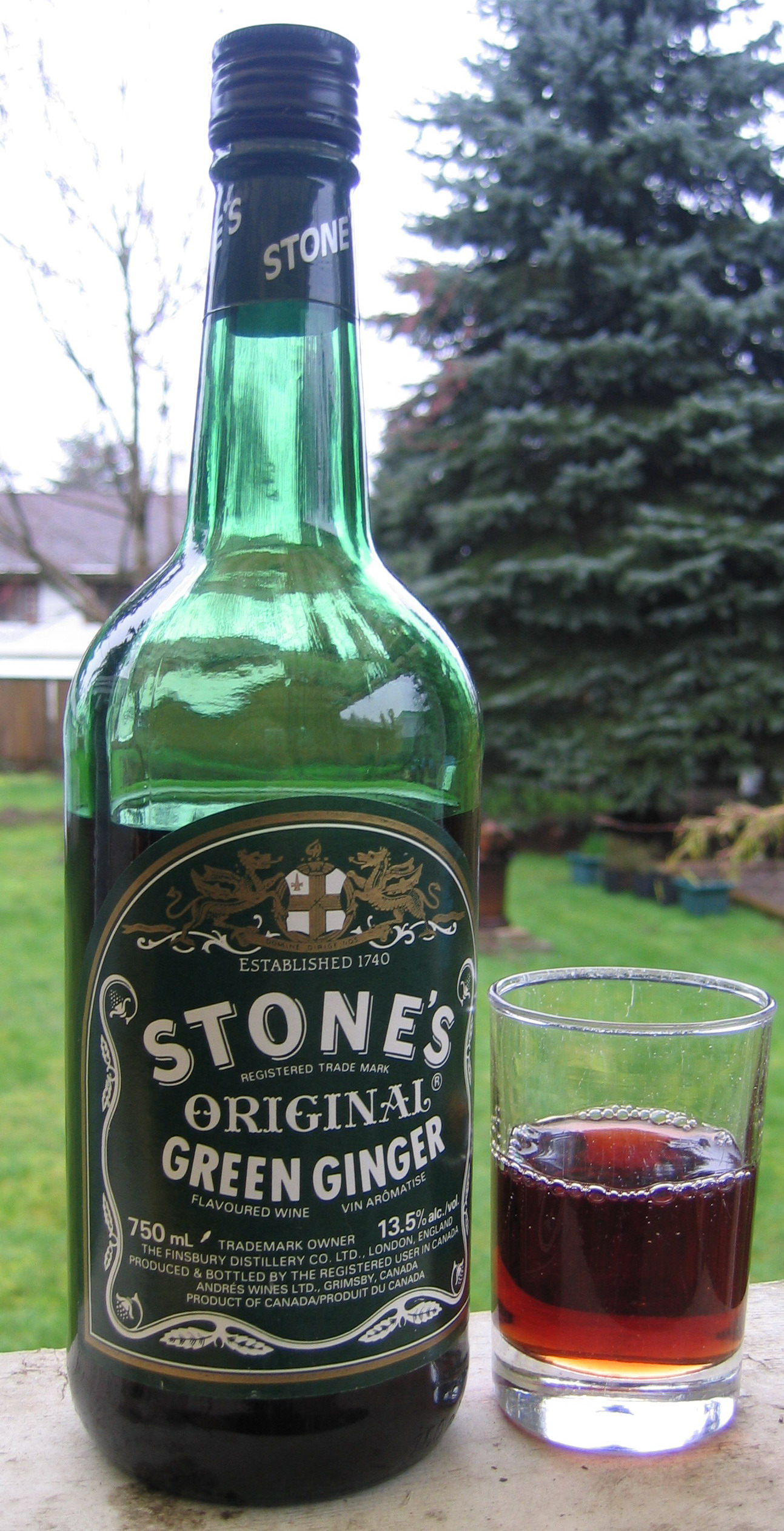
Tradiční zázvorové víno v zelené lahvi z Velké Británie